# Minitab

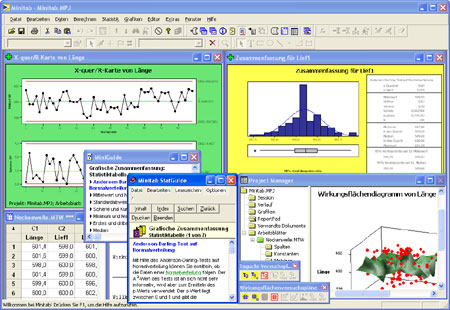
Imagem ilustrativa

O Minitab é um programa de computador proprietário voltado para fins estatísticos. É muito utilizado nas universidades nos cursos introdutórios de estatística. Também é utilizado em empresas num nível mais avançado de utilização, tendo funções mais específicas voltadas para gerenciamento. Sua interface é parecida com a de uma planilha eletrônica como Microsoft Excel ou Calc do OpenOffice mas com a capacidade de executar análises estatísticas complexas. O programa foi desenvolvido em 1972. O Minitab geralmente é utilizado em conjunto com o Seis Sigma, que é uma forma de aperfeiçoar processos rotineiros.
Atualmente, milhares de entidades públicas e privadas no mundo usam essa poderosa ferramenta em seu ambiente de trabalho. Dentre elas mais de 4000 universidades em mais de 80 países.
Diferenciais. Fácil de usar e de aprender, o Minitab oferece ferramentas de Controle da Qualidade, Planejamento de Experimentos (DOE), Análise de Confiabilidade e Estatística Geral, além de ser o software mais utilizado no desenvolvimento de projetos Seis Sigma. Outros diferenciais: Utilizado em mais de 80 países por mais de 30 mil empresas; Ensinado em mais de 4.000 universidades em todo o mundo; Fácil de aprender e de operar; O software mais completo para a metodologia Seis Sigma; Diferentes modalidades de licença, de acordo com a necessidade do cliente; Parceria com várias empresas no fornecimento de cursos, treinamentos e consultorias; Total apoio aos usuários.
Versão DEMO. Após instalada, a versão DEMO do Minitab poderá ser utilizada durante 30 dias, a partir da primeira data de instalação do programa. O download gratuito está disponível no site da Minitab: 
Meet Minitab em Português O Meet Minitab é um guia conciso de introdução ao Software. Todo em português, ele explica as principais funcionalidades, recursos e comandos do Minitab. O download gratuito está disponível no site da Minitab: 
Minitab no Brasil Desde 2010, a Líder Softwares é a autorizada do Minitab no Brasil. Várias informações do software estão disponíveis no site da empresa, bem como suporte de instalação. Outra opção do Minitab é a de que ele salva as estatiscas em word podendo imprimi-la em PDF.
Em 2014 foi lançado o Minitab 17 também na versão em português e com novos recursos.

## Outros programas de estatística
- EViews
- Projeto R
- S-PLUS
- STATA
- STATGRAPHICS
- STATISTICA
- SAS